# Heinrich von Opel

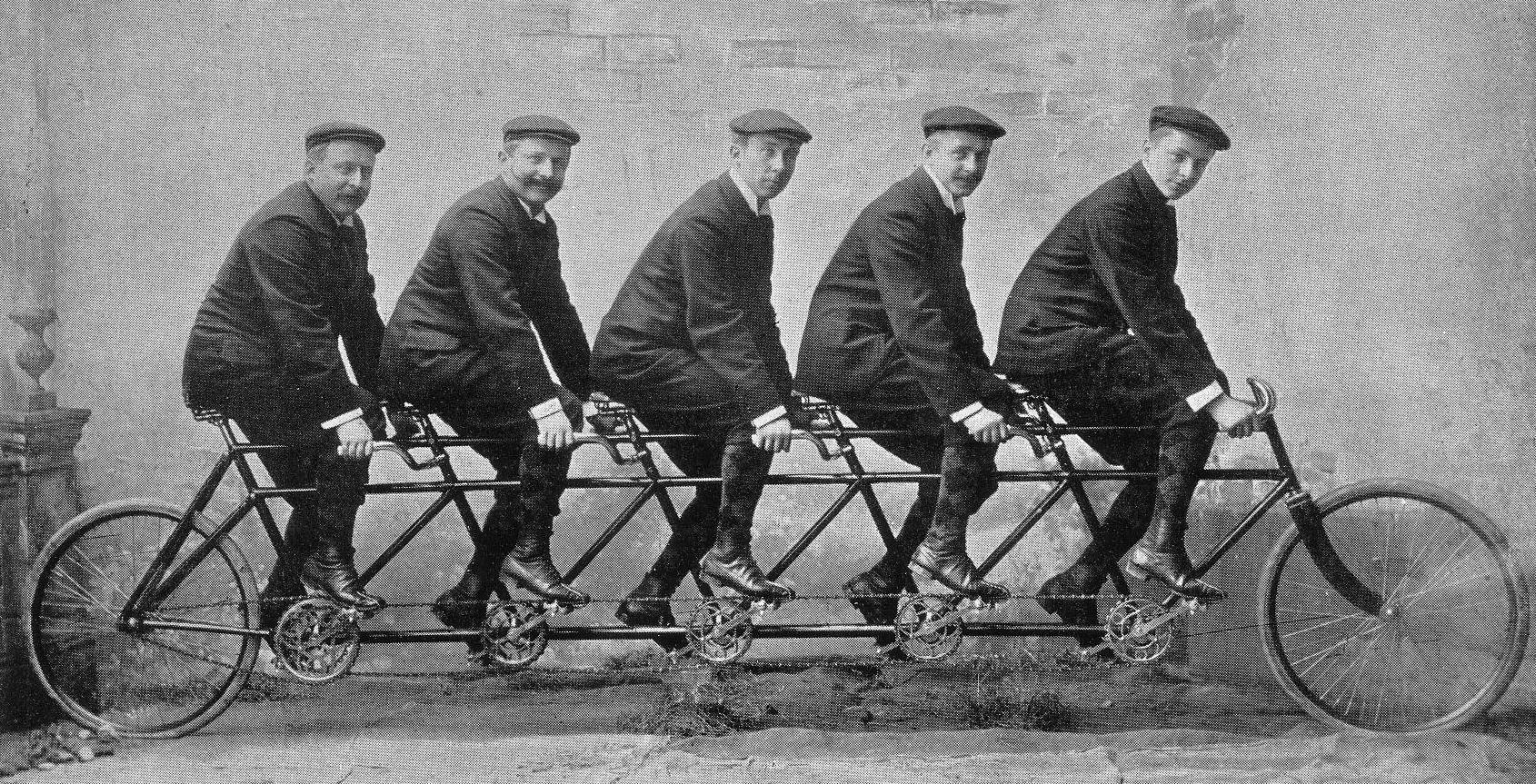
Die Gebrüder Opel (von links nach rechts): Carl, Wilhelm, Heinrich, Fritz und Ludwig

Heinrich Opel auf Opel bei der Herkomerfahrt (1907)

Heinrich Adam Opel (ab 1917 von Opel; * 22. September 1873 in Rüsselsheim; † 25. Mai 1928 in Mainz) war ein Fabrikant aus der Familie Opel und Inhaber der Opel-Werke.

## Familie

Emilie Opel im Jahre 1906

Er war Nachkomme einer ursprünglich aus der Landgrafschaft Hessen-Rheinfels stammenden Bauernfamilie und war der dritte Sohn von Adam und Sophie Opel. Aus der am 3. November 1898 geschlossenen Ehe mit der aus einer Kelsterbacher Gutsbesitzerfamilie entstammenden Wilhelmine Luise Emilie Weber (1878–1928) gingen die Kinder Heinz (1899–1922), Emmy (1902–1963) sowie die erfolgreiche Springreiterin Irmgard (1907–1986) hervor.

## Leben
Sein Vater, Adam Opel, hatte im Jahr 1862 in Rüsselsheim das Familienunternehmen als Hersteller von Nähmaschinen gegründet, später aber erweiterte er den Konzern zur Fahrradmanufaktur. Nach dem Tod des Vaters 1895 übernahmen seine fünf Söhne die Firma. 1898 brachten Wilhelm und sein Bruder Fritz den Konzern in die Automobilindustrie mit dem Kauf der kleinen Lutzmannfabrik in Dessau. Am 4. Oktober 1900 erwarb Heinrich Opel Schloss Westerhaus.
Heinrich wurde gemeinsam mit seinem Bruder Wilhelm am 13. März 1917 in Darmstadt vom letzten Großherzog Ernst Ludwig zum Geheimrat ernannt und gleichzeitig in den großherzoglich hessischen Adelsstand erhoben. Sein Bruder Carl wurde am 17. Januar 1918 in den Adelsstand erhoben und am 7. März zum Geheimrat ernannt.
Heinrich von Opel ist bestattet im Opel-Mausoleum in Rüsselsheim am Main.